# Liceo ginnasio statale Dante Alighieri
(Giani Stuparich, Trieste nei miei ricordi)
Il liceo ginnasio statale "Dante Alighieri" di Trieste, meglio conosciuto come liceo "Dante", è un liceo classico fondato nel 1863, il più antico della città. Accorpato dal 2010 al liceo delle scienze umane, al liceo economico-sociale e al liceo musicale e coreutico sezione musicale "Carducci", fa oggi parte dell'Istituto statale di istruzione superiore (ISIS) "Giosuè Carducci - Dante Alighieri", come liceo classico e linguistico.
È sito in via Giustiniano 3, nel cuore della città, vicino a piazza Oberdan, e prossimo al Consiglio regionale, alla sede Rai Friuli-Venezia Giulia, al Palazzo di Giustizia e al "Foro Ulpiano" di Trieste, in un palazzo che condivide con la scuola secondaria di I grado "Dante Alighieri".

## Storia

### Premesse
Nella Trieste del XVII e del XVIII secolo, a quell'epoca parte del Sacro Romano Impero, la possibilità di creare una scuola di lingua italiana che affiancasse l'offerta formativa degli istituti statali di lingua tedesca era una questione sentita da una cospicua parte della cittadinanza, ma mai presa in considerazione e attuata concretamente dal Governo di Vienna. Soltanto nel 1810, durante i 4 anni di occupazione francese della città, furono i funzionari di Napoleone Bonaparte ad istituire un liceo, un ginnasio e quattro scuole elementari italiane, strutture di formazione che vennero abolite a partire dal 1814, anno in cui le truppe asburgiche riuscirono a riconquistare la città.
Stanti così le cose, si accresceva con il trascorrere degli anni il malcontento della cittadinanza in merito a tale irrisolta problematica, cui il governo austriaco diede delle concrete risposte nel 1861, dando la possibilità al Comune di Trieste di erigere a proprie spese un ginnasio italiano, che iniziò ad operare il 20 ottobre del 1863 all'interno della casa "Ritter", sita nell'allora piazza della Dogana, attuale piazza Vittorio Veneto.

### Il Ginnasio superiore comunale "Dante Alighieri"
Nel corso degli anni, l'incremento della popolazione scolastica dell'istituto divenne costante, condizione che portò all'inevitabile conseguenza di uno spostamento dalla iniziale sede di piazza della Dogana ad una nuova, più ampia e idonea alle esigenze della scuola, che fu eretta a partire dal 1882 su progetto dell'architetto Boara, a spese della fondazione "Giuseppe dei Marenzi", in piazza dei Carradori, nell'attuale largo Odorico Panfili, a poca distanza dalla sede originaria.
In un momento successivo, tra il 1903 e il 1910, fu istituita una sezione "ginnasiale-tecnica", precorritrice del liceo scientifico, e furono ammesse ai corsi anche le studentesse, motivo per il quale fu necessario aprire una succursale in via S. Anastasio.
Nel 1912, il Comune di Trieste, a causa del costante aumento degli alunni del liceo, comprese la necessità di istituire un secondo ginnasio italiano: a partire da questo momento, si stabilì inizialmente che, per distinguere le due scuole, la più antica assumesse il nome di "Dante Alighieri", mentre la più recente quello di "Francesco Petrarca". In seguito, però, il governo di Vienna proibì che venissero utilizzate tali denominazioni, motivo per cui vennero sostituite con "Primo" e rispettivamente "Secondo ginnasio superiore comunale".
Nel 1915, in seguito all'ingresso nella prima guerra mondiale dell'Italia, i due ginnasi superiori comunali furono chiusi dal Commissario imperiale austro-ungarico di Trieste, nel tentativo di estirpare la vicinanza alle tradizioni e alla cultura italiana e i sentimenti irredentisti, risalenti nel tempo, che si erano diffusi all'interno dell'istituto, e venne aperto un nuovo "Civico ginnasio superiore", con sede nell'edificio comunale di San Giacomo negli stabili ora occupati dal liceo scientifico "Guglielmo Oberdan" e dall'istituto tecnico "Leonardo da Vinci", in via Paolo Veronese.
Nel 1918, al termine del primo conflitto mondiale, con il passaggio di Trieste all'Italia, il "Ginnasio superiore comunale Dante Alighieri" ed il "Ginnasio superiore comunale Francesco Petrarca" poterono riaprire e, nel 1923, il "Dante" passò dalla gestione comunale a quella statale e assunse la denominazione di "Regio liceo ginnasio Dante Alighieri".
L'edificio attuale fu realizzato su progetto (1934) dell'ingegnere Vittorio Privileggi fra il 1935 e il 1936 sul sito dell'ex caserma Oberdan e inaugurato nel 1937. Durante e dopo la guerra l'edificio fu più volte requisito e adibito a caserma.

## Il famedio

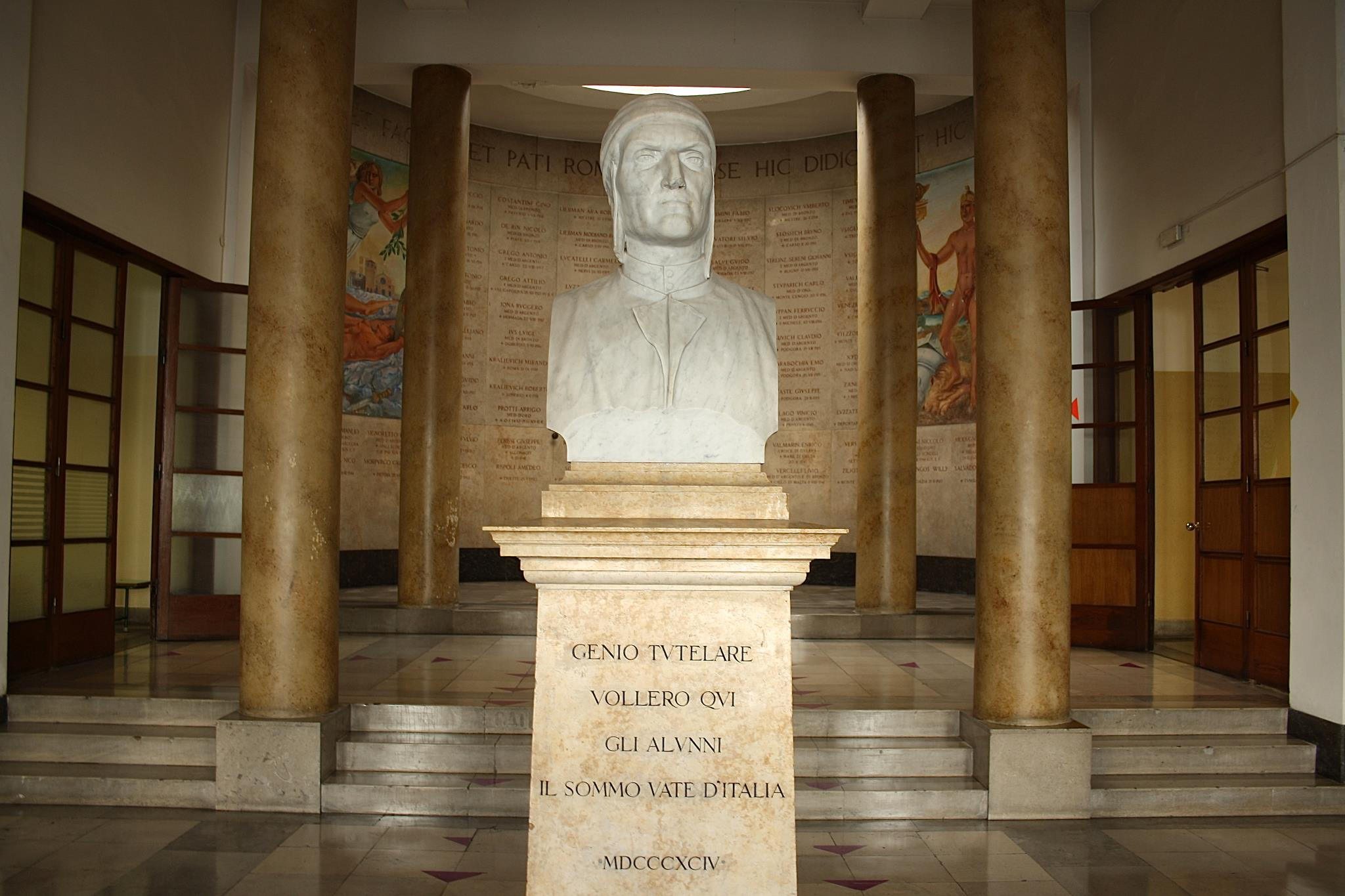
Famedio del Liceo ginnasio "Dante Alighieri" di Trieste, dove sono ricordati tutti i nomi dei docenti e degli alunni che persero la vita per la Patria

Nel corso della propria storia il liceo "Dante" fu privato di un gran numero di docenti ed alunni, la maggior parte dei quali scelse di combattere volontariamente nella prima guerra mondiale, nella Guerra d'Etiopia, nella Guerra civile spagnola, nella seconda guerra mondiale e durante il periodo dell'occupazione straniera di Trieste e, tra essi, annoverò molti caduti.
Ogni anno, il 30 ottobre, la Lega Nazionale organizza una cerimonia di deposizione di una corona d'alloro per ricordare l'estremo sacrificio di tanti appartenenti al liceo, i cui nomi sono scolpiti su una parete semicircolare del famedio dell'istituto, su lastre di pietra che indicano il nome del caduto, il luogo e la data della morte, il riconoscimento al valore concessogli.

## Il Liceo nella cultura di massa
Gran parte delle scene del film Un anno di scuola di Franco Giraldi (1977) sono state girate al liceo "Dante", in particolare negli spazi della sede del Liceo del 1882, nell'attuale largo Odorico Panfili a Trieste.